# ناصر الشاذلي

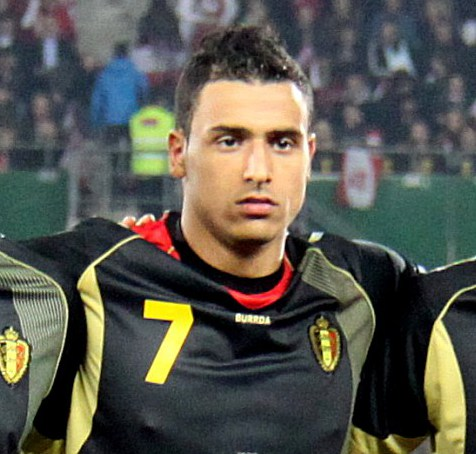
ناصر الشاذلي

ناصر الشاذلي (م. 2 أغسطس 1989) لاعب كرة القدم بلجيكي من أصل مغربي وسبق له أن حمل قميص المنتخب المغربي في مباراة ودية وحيدة، يلعب حالياً لنادي إسطنبول باشاكشهير التركي ومنتخب بلجيكا لكرة القدم ويلعب في مركز الوسط.

## مسيرته الكروية
لعب ناصر الشاذلي خلال مسيرته الاحترافية مع 7 أندية في أربعة عشر موسمًا وسجل خلالها 80 هدف ضمن 325 مباراة. حيث فاز في موسم واحد بالكأس ولم يفز بأي دوري.
خاض ناصر الشاذلي مسيرته مع MVV Maastricht ‏ في موسم 2006–2007 لمدة موسم واحد، لم يشارك في أي مباراة ولم يسجل أي هدف. ثم انتقل إلى نادي أغوف أبيلدورن في موسم 2007–08 واستمر معه طيلة ثلاثة مواسم، حيث شارك في 90 مباراة سجل خلالها 28 هدفًا. لينتقل بعدها إلى نادي تفينتي أنشخيدة في موسم 2010–2011 واستمر معه طيلة ثلاثة مواسم، مُشاركًا في 78 مباراة سجل خلالها 23 هدفًا. ثم انتقل إلى نادي توتنهام هوتسبير في موسم 2013–2014 واستمر معه طيلة ثلاثة مواسم، مُشاركًا في 88 مباراة سجل خلالها 15 هدفًا. هذا وانتقل لاحقًا إلى نادي وست بروميتش ألبيون في موسم 2016–2017 ولمدة موسمين، مشاركًا في 36 مباراة سجل خلالها 6 أهداف. ثم انتقل بعدها إلى نادي موناكو في موسم 2018–2019 لمدة موسم واحد، مشاركًا في 16 مباراة ولم يسجل أي هدف. لتتم إعارته إلى نادي رويال أندرلخت في موسم 2019–2020 لمدة موسم واحد، مُشاركًا في 17 مباراة سجل خلالها 8 أهداف. لينتقل بعدها إلى نادي إسطنبول باشاكشهير التركي.

## روابط خارجية
- ناصر الشاذلي على موقع الاتحاد الدولي (مؤرشف)  (الإنجليزية)
- ناصر الشاذلي على موقع الاتحاد الأوربي (الإنجليزية)
- ناصر الشاذلي على موقع الاتحاد البلجيكي (الإنجليزية)
- ناصر الشاذلي على موقع اتحاد تركيا (لاعب) (الإنجليزية)
- ناصر الشاذلي على موقع قاعدة بيانات كرة القدم.إي يو (الإنجليزية)
- ناصر الشاذلي على موقع ليكيب (الفرنسية)
- ناصر الشاذلي على موقع ناشيونال فوتبول تيمز (الإنجليزية)
- ناصر الشاذلي على موقع Soccerbase.com (لاعب) (الإنجليزية)
- ناصر الشاذلي على موقع Soccerway.com (الإنجليزية)
- ناصر الشاذلي على موقع عالم كرة القدم.نت (الإنجليزية)